# Carlos Lage Dávila
Carlos Aurelio Lage Dávila (La Habana, Cuba; 15 de octubre de 1951) es un médico y político cubano, que ocupó una de las vicepresidencias del Consejo de Estado de Cuba, entre 1993 y 2009. En su etapa estudiantil fue dirigente de la actualmente extinta Unión de Estudiantes Secundarios, de la Federación Estudiantil Universitaria (FEU) y de la Unión de Jóvenes Comunistas (UJC). Fue destituido de su puesto de Secretario del Consejo de Ministros por el entonces presidente cubano Raúl Castro el 3 de marzo de 2009, lo cual llevó a su renuncia como vicepresidente un día después.

## Biografía

### Orígenes y primeros años
Nació el 15 de octubre de 1951 en La Habana. En 1969 se graduó de Bachiller en Ciencias y Letras en el Instituto Preuniversitario Especial "Raúl Cepero Bonilla". En ese mismo año ingresó en la Escuela de Medicina "Victoria de Girón". Tras su graduación, sirvió como pediatra militar en Etiopía, siendo jefe del contingente médico cubano en ese país.
Asistió como delegado al X, XI y XII Festivales Mundiales de la Juventud y los Estudiantes. En el celebrado en Caracas en 2005, participó en calidad de presidente de la delegación cubana.

### Ascenso
Fue miembro del Comité Central del Partido Comunista de Cuba entre 1980 y 2009, así como diputado a la Asamblea Nacional del Poder Popular entre 1976 y 2009.
Desempeñó, entre otros, los cargos de presidente de la Federación Estudiantil Universitaria (FEU) de La Habana y presidente de la FEU a nivel nacional. También fue segundo y primer secretario del Comité Nacional de la Unión de Jóvenes Comunistas.
Formó parte de las representaciones de Cuba en la VIII Cumbre del Movimiento de Países No Alineados, así como en la I y II Cumbres Iberoamericanas. Para presentar el proyecto de resolución cubana sobre el bloqueo político económico estadounidense contra Cuba, asistió al LI Período de Sesiones de la Asamblea General de las Naciones Unidas en noviembre de 1996.

### Secretario del Consejo de Ministros de Cuba
Desde 1986 hasta su destitución en 2009 fue secretario del Comité Ejecutivo del Consejo de Ministros de Cuba, responsabilidad que durante su mandato fue prácticamente equiparable a la de un primer ministro en una república presidencial. Entre 1990 y 2006 se halló entre los impulsores de medianas transformaciones económicas en el sistema económico cubano.
También entre 1993 y 2009 fue vicepresidente del Consejo de Estado de Cuba. Como tal, fue elegido por el entonces presidente cubano Fidel Castro para la más alta representación del Estado en las Cumbres Iberoamericanas, reuniones de la ONU y actos de toma de posesión de diversos presidentes de otros países.
Llegó a encontrarse entre los máximos dirigentes políticos del país. Su papel fundamental consistió en representar a Cuba internacionalmente, papel que fue disminuyendo durante los años 2007 y 2008.
Desde agosto de 2006 hasta su destitución formó parte del grupo de políticos que, dirigidos interinamente por el entonces vicepresidente primero Raúl Castro, asumieron la dirección del país, tras el retiro por enfermedad de Fidel Castro. En sus días como parte del gobierno cubano, analistas internacionales lo consideraron la figura civil de mayor importancia en la isla.

### Destitución
El 24 de febrero de 2008 fue reelegido nuevamente vicepresidente del Consejo de Estado, cuando se especulaba que era la persona indicada para ocupar el cargo de Primer Vicepresidente. Hasta su destitución se le veía públicamente en la supervisión de actividades económicas y de todo lo referente a la Revolución Energética. 
Algunas personas sospecharon que su destitución, en marzo de 2009, vino motivada por su popularidad, pero la realidad indica que fue debido a actos de corrupción. Sin embargo, Fidel defendió su destitución en un artículo, junto con la de Felipe Pérez Roque, acusándolos de haber realizado un "papel indigno".
Las destituciones vinieron acompañadas de sendas cartas de aceptación de responsabilidad publicadas en el diario oficial del PCC Granma.

### Vida posterior
Luego del cese de su vida política, Carlos Lage trabajó en el importante Hospital "Julio Trigo", a las afueras de La Habana, en funciones administrativas.